# Orthochoriolaus chihuahuae
Orthochoriolaus chihuahuae is een keversoort uit de familie boktorren (Cerambycidae). De wetenschappelijke naam van de soort is voor het eerst geldig gepubliceerd in 1976 door Linsley & Chemsak.